# 45 del Cotxer
45 del Cotxer (45 Aurigae) és un estel a la constel·lació del Cotxer de magnitud aparent +5,35. Es troba a 186 anys llum de distància del sistema solar.
45 Aurigae és un estel blanc-groc de la seqüència principal de tipus espectral F5V, anteriorment classificada com a gegant F5III. Té una temperatura efectiva en el rang comprés entre 6.531 - 6.696 K, la xifra varia segons la font consultada. La seva lluminositat és 19 vegades major que la lluminositat solar i giravolta sobre si mateixa amb una velocitat de rotació igual o superior a 10 km/s.
45 Aurigae és una estrella binària espectroscòpica, és a dir, la seva naturalesa binària ha estat detectada pel desplaçament Doppler de les seves línies espectrals. El seu període orbital és de 6,501 dies i l'òrbita és gairebé circular, amb una excentricitat ε = 0,02. L'estel primari —amb les característiques descrites en el paràgraf anterior— té una massa de 1,48 masses solars, mentre que l'estel secundari té una massa equivalent al 42% de la massa del Sol. El sistema mostra una metal·licitat superior a la solar en un 86% ([Fe/H] = +0,27). Així mateix, evidència una abundància relativa de liti (A(Li) = 3,2) clarament superior a la solar, però que està en la mitjana de l'abundància còsmica d'aquest metall. La seva edat estimada és de 1.100 - 1.200 milions d'anys.